# طرخشقون جميل الرؤيسات
الطرخشقون جميل الرؤيسات (باللاتينية: Taraxacum calocephalum) نوع نباتي يتبع جنس الطرخشقون من القبيلة الهندباوية التابعة للفصيلة النجمية.

## البيئة والانتشار
موطنه بلاد الشام وتركيا واليونان وألبانيا.

## مرادفات للاسم العلمي
- (باللاتينية: [Taraxacum laevigatum subsp. calocephalum (Hand.-Mazz.) Hayek])